# Besoin nutritionnel moyen
Pour les articles homonymes, voir BNM.
Le besoin nutritionnel moyen (BNM) est un indicateur mesuré et calculé à partir d'un groupe d'individus pour l'établissement des apports nutritionnels conseillés.